# Бремонкур
Бремонку́р (фр. Brémoncourt) — коммуна во французском департаменте Мёрт и Мозель региона Лотарингия. Относится к  кантону Байон.	

## География
Бремонкур расположен в 26 км к юго-востоку от Нанси, граничит на западе с Эньевилем. Соседние коммуны: Ромен на севере, Меонкур на северо-востоке, Энво на востоке, Фровиль на юге, Байон на юго-западе, Нёвиллер-сюр-Мозель на западе, Лоре, Сен-Мар и Домтай-ан-л'Эр на северо-западе.

## История
- На территории Бремонкура существовал некрополь эпохи Меровингов, уничтожен в 1820 году.

## Демография
Население коммуны на 2010 год составляло 157 человек.
| 1962 | 1968 | 1975 | 1982 | 1990 | 1999 | 2010 |
| ---- | ---- | ---- | ---- | ---- | ---- | ---- |
| 132  | 137  | 146  | 151  | 144  | 147  | 157  |

## Достопримечательности
- Замок XVII века, перестроен в XVIII веке, часовня сооружённая в 1617 году.
- Церковь с нефом XV века и приделом XVIII века.